# Temple Chongsheng
Le temple Chongsheng (chinois simplifié : 崇圣寺 ; chinois traditionnel : 崇聖寺 ; pinyin : chóngshèng sì) est un temple et un monastère bouddhique situé à Dali, préfecture autonome bai de Dali, au Nord de la province du Yunnan en république populaire de Chine.
Ce temple est renommé pour ses trois pagodes qui se tiennent face au lac Erhai.
L'établissement de ce temple date du royaume de Nanzhao, aux environs de 824 à 859.
Pendant le royaume de Dali, le temple c'est étendu à 890 chambres et comportait 11400 représentations bouddhiques, 3 pavillons et 7 bâtiments.
Lors de la révolte des Panthay (1856 à 1873), le temple fut en grande partie endommagé lors de l'encerclement par les Mandchous de la dynastie Qing du rebelle musulman Du Wenxiu (en) (杜文秀).
En 2005, la ville a investi 182 millions de yuans pour rénover le temple.
Les jardins qui entourent le site sont très bien entretenus et ils donnent à l'ensemble une touche poétique que l'on retrouve dans les estampes chinoises.

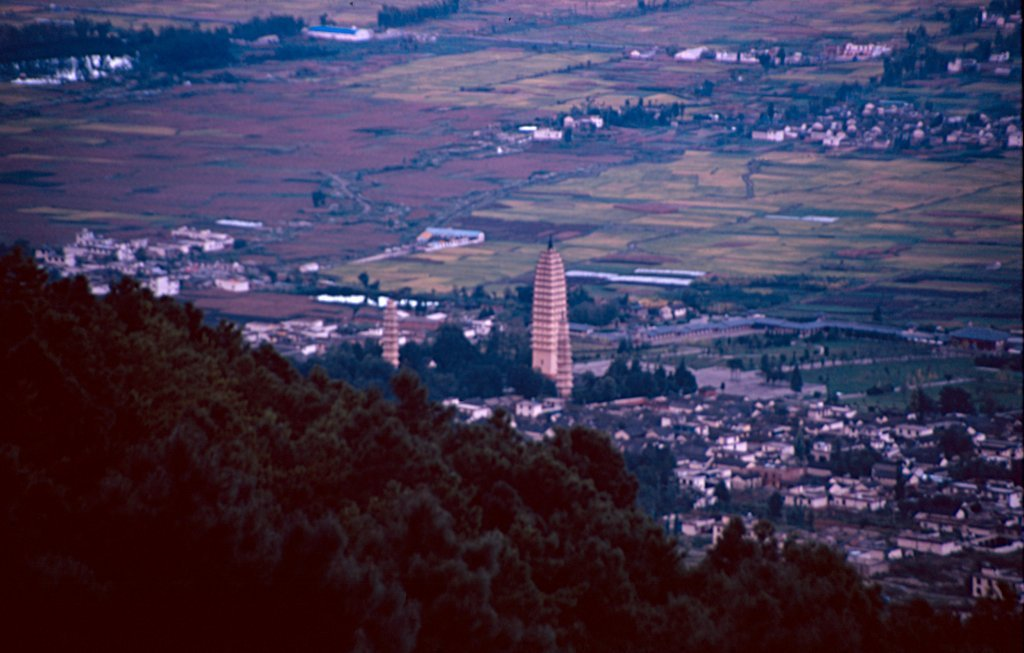
Vue aérienne en 2006
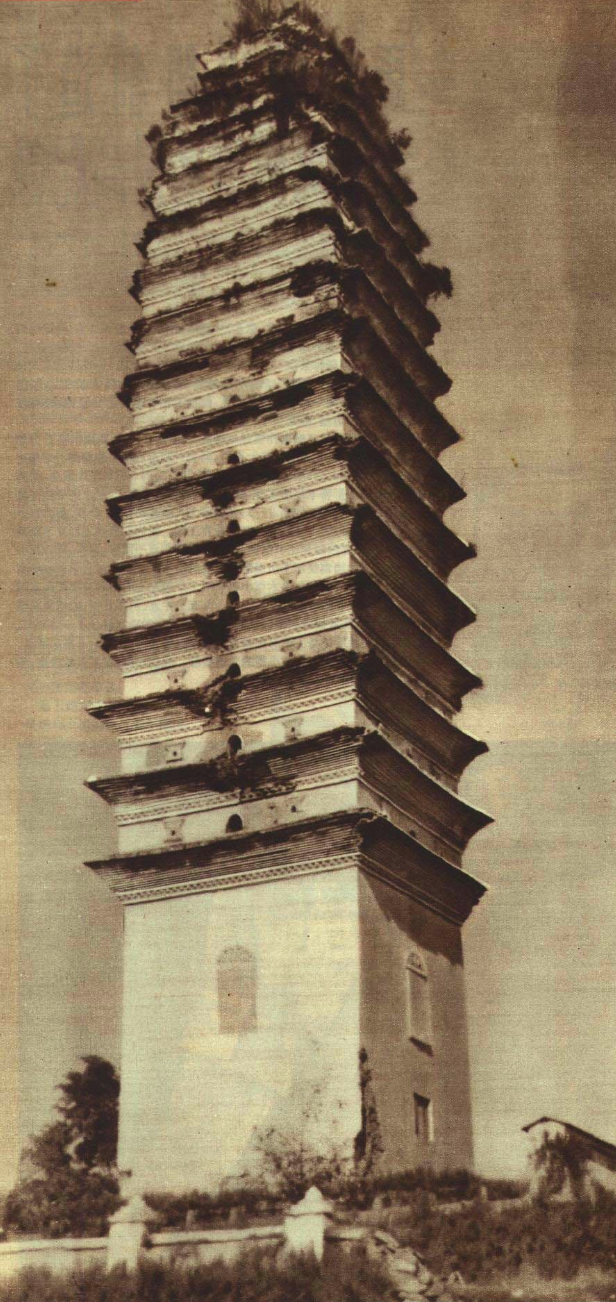
Une des trois pagodes en ruine en 1952
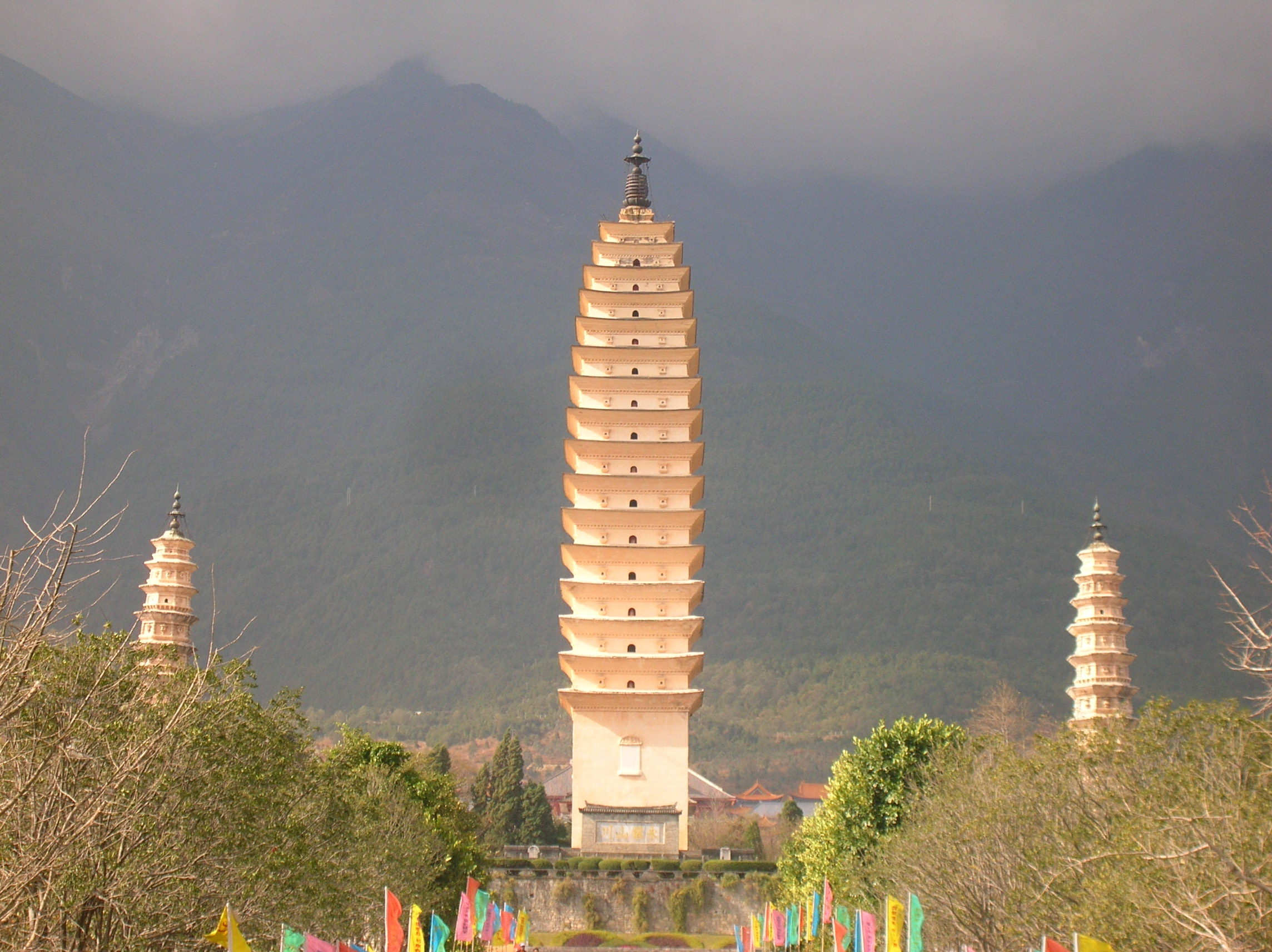
Trois pagodes après la rénovation
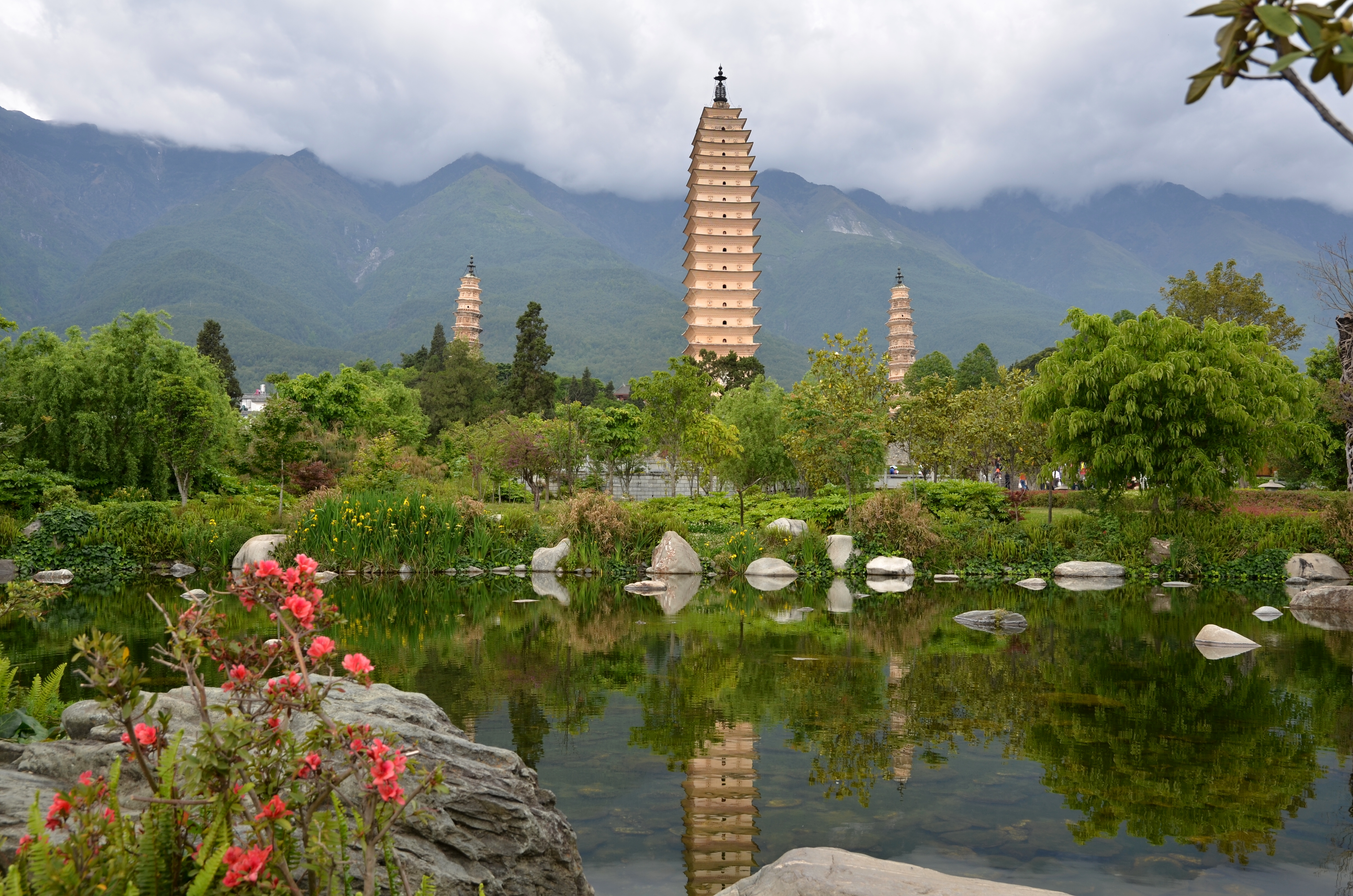
Trois pagodes côté jardin
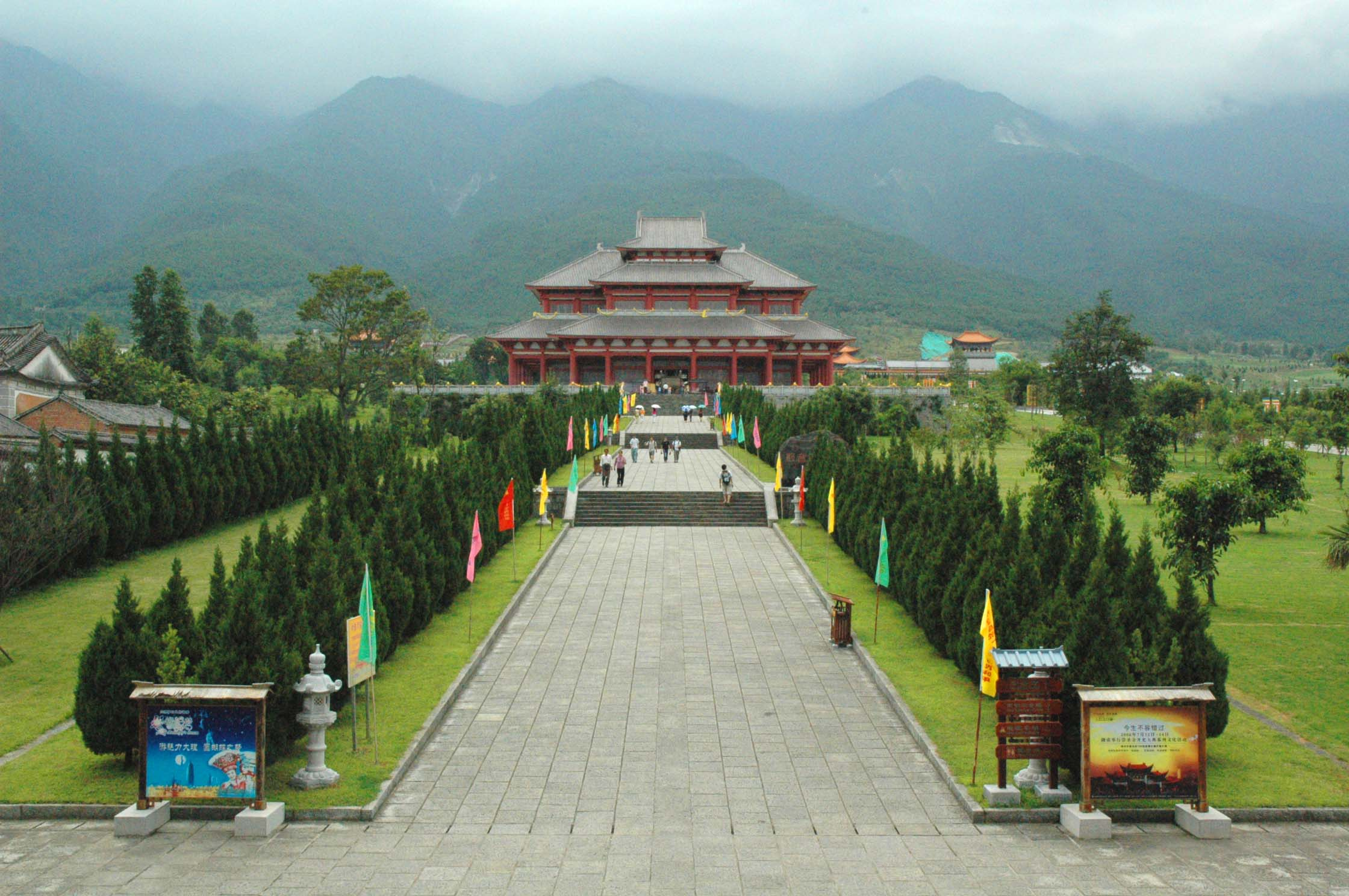
Entrée du temple
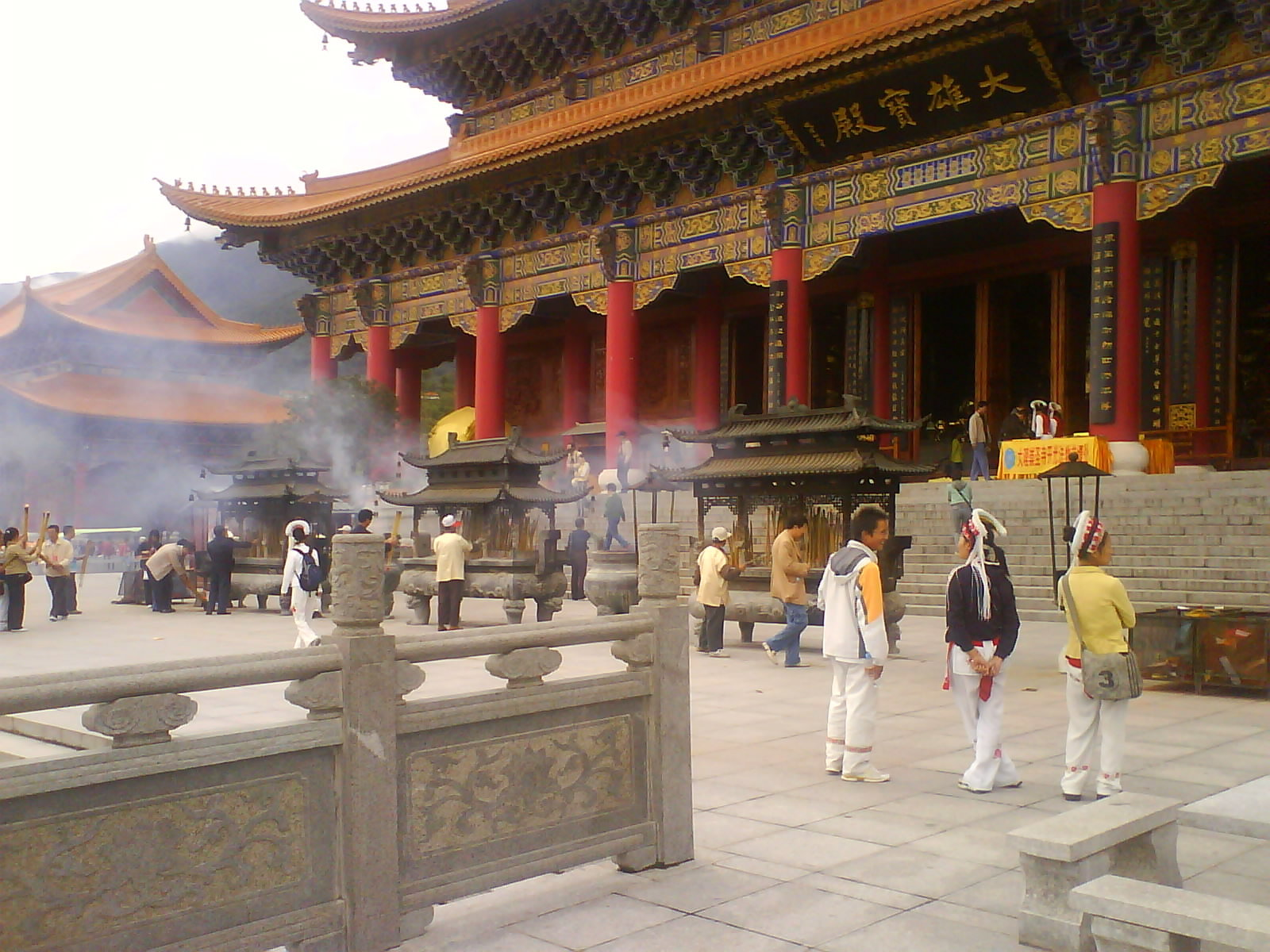
Pèlerins et visiteurs bouddhistes brûlant l'encens devant le principal hall.
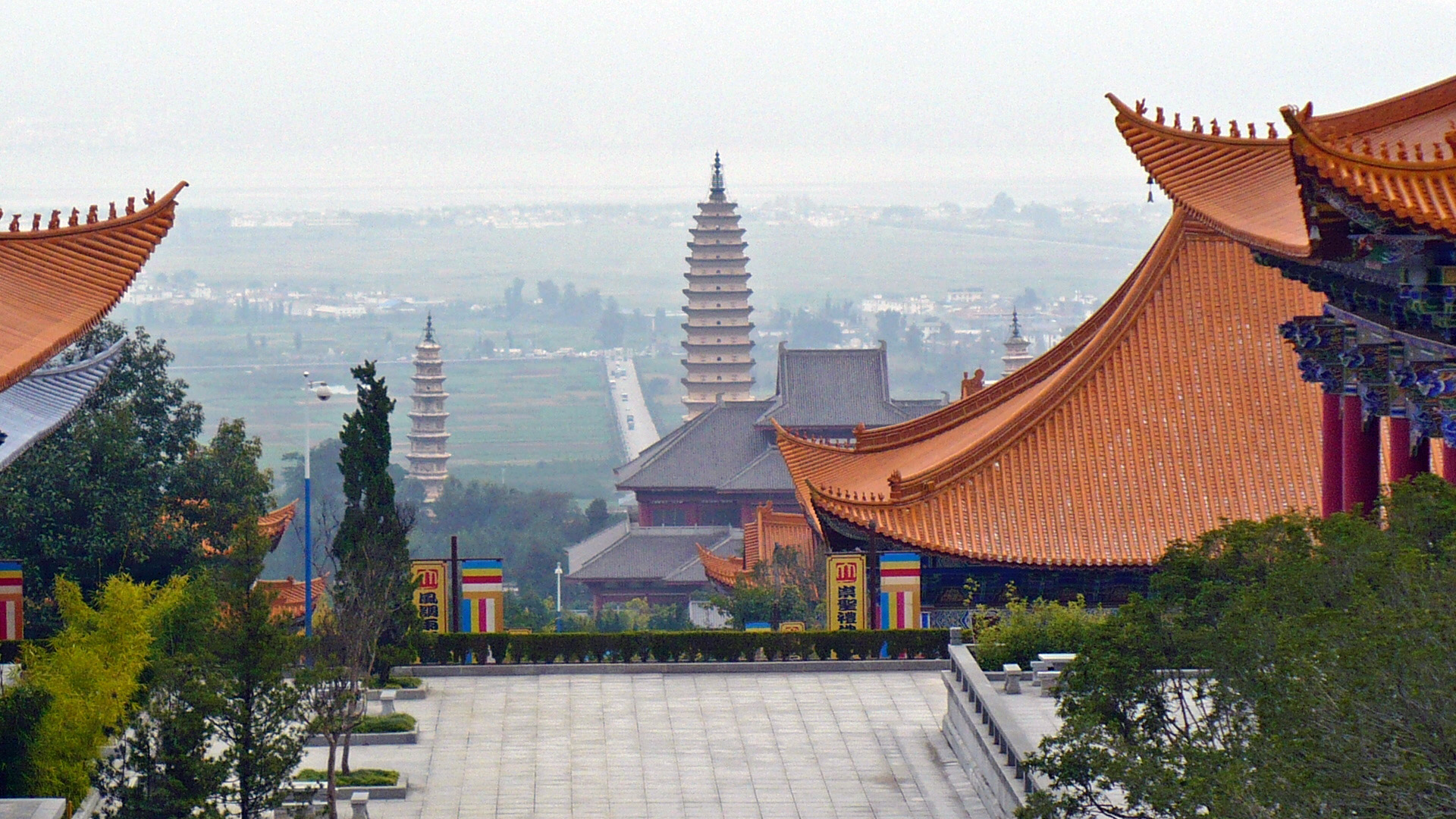
Vue depuis une des terrasses du temple avec les trois pagodes en contrebas
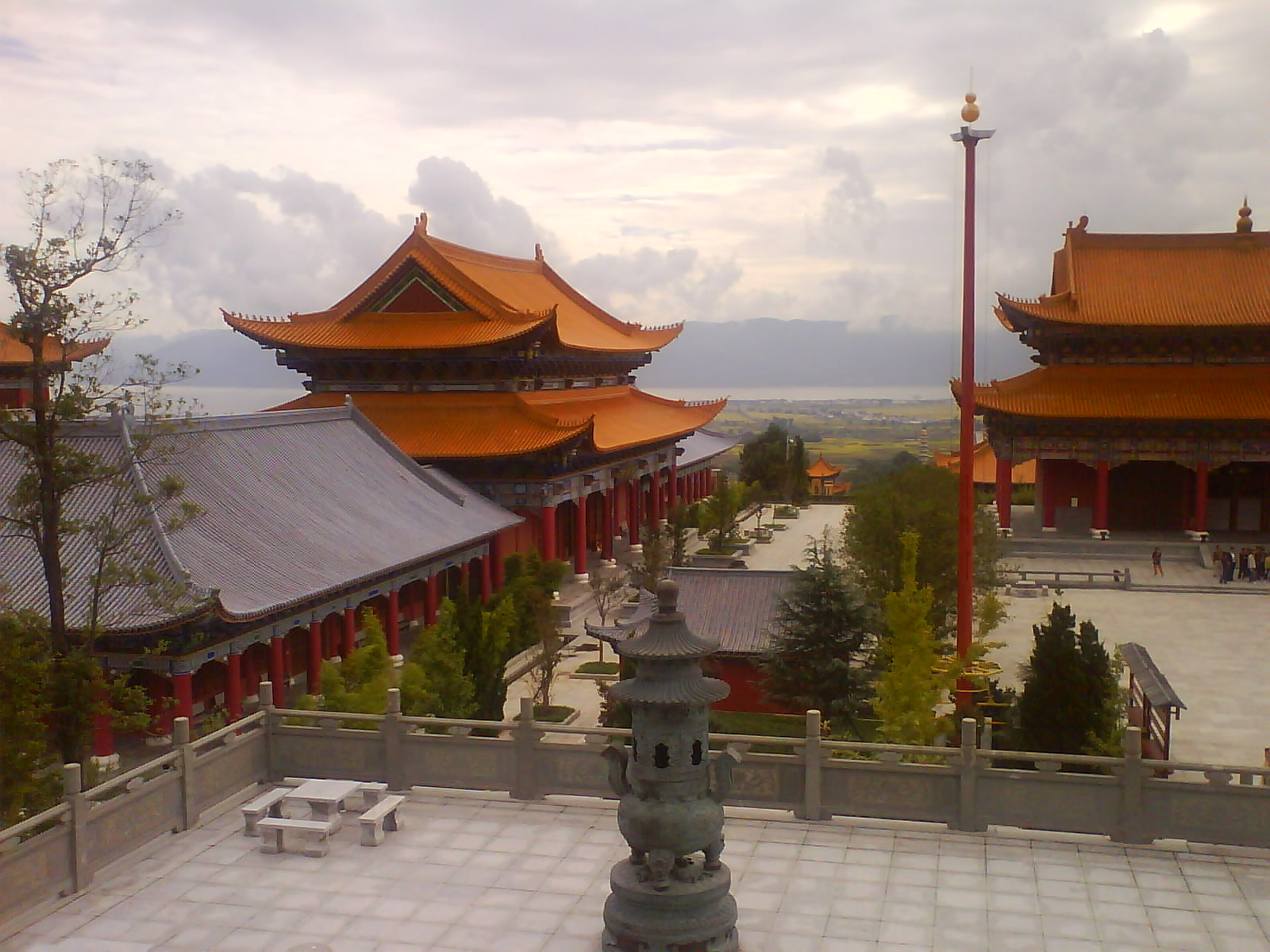
Vue dans la direction du lac depuis une des terrasses du temple.